# XHTML Basic
XHTML Basic is een op XML gebaseerde opmaaktaal voor computers met als doel een algemene taal die ondersteund wordt door verschillende useragents, vooral degene met een klein beeldscherm, zoals pda's en mobiele telefoons, maar ook voor tv's en gewone desktops.
XHTML Basic is een XHTML-versie opgebouwd uit de verschillende XHTML-modules, de modules waaruit XHTML Basic bestaat zijn:
- Core modules
  - Structure Module
  - Text Module
  - Hypertext Module
  - List Module
- Basic Forms Module
- Basic Tables Module
- Image Module
- Object Module
- Metainformation Module
- Link Module
- Base Module

De belangrijkste functies die wel beschikbaar zijn in XHTML 1.0 maar zijn weggelaten in XHTML Basic zijn:
- Interne stijlbladen
- Scripts en events
- Tekstpresentatie (bi-directionele tekst, vetgedrukt etc.)
- Het uploaden van bestanden via formulieren
- Bepaalde functies van tabellen zoals het nesten van tabellen
- Frames

Het zal WML en Compact HTML vervangen als standaard wanneer meer apparaten het zullen ondersteunen. Het verschil tussen XHTML Basic en deze twee talen is dat XHTML Basic ook goed weergegeven kan worden in normale webbrowsers, zodat er maar één versie van een pagina nodig is voor zowel desktop-computers als mobiele apparaten.
XHTML Mobile Profile (XHTML MP) is een specificatie gemaakt door het Open Mobile Alliance die gebaseerd is op XHTML Basic. Deze standaard is speciaal bedoeld voor mobiele telefoons.

## Voorbeeld
Een XHTML Basic-pagina zou er als volgt uit kunnen zien:
```
<?xml version="1.0" encoding="utf-8"?>
<!DOCTYPE html PUBLIC "-//W3C//DTD XHTML Basic 1.0//EN"
    "http://www.w3.org/TR/xhtml-basic/xhtml-basic10.dtd">
<html xmlns="http://www.w3.org/1999/xhtml">
  <head>
    <title>Een XHTML Basic document</title>
  </head>
  <body>
    <p>Dit is een paragraaf</p>
  </body>
</html>
```